# Крути смрчак
Крути смрчак је јестива гљива. Синоним је жути смрчак. Распрострањен је дуж кречњачких ријека: Сава, Драва, Дунав и притоке.

## Клобук
Клобук је величине 4-12(16) сантиметара, на наједбљем мјесту изнад доњег руба 4-9-(12) сантиметара широк. Округласт је или чак спљоштен као глобус, или је ипак јако и кривудаво издужен, често чак и чуњаст. У раној фази развоја јамисце су сиве, а ребра свјетлија, готово бијела, убрзо обоје све жуће, најприје жућкастосиво, па окер, на крају често и риђежуто. Алвеоле су полигоналне, сасвим неправилно распоређене и вијугаве, до 1 сантиметар широке, равног дна; секундарна ребра већином нецјеловита, прекидају се прије него што дођу до сусједног примарног. Ова гљива нема валекуле.

## Отрусина
Отрусина је окер боје.

## Стручак
Стручак 6-12-(14)/2,5-6(8) сантиметара у дну, које је јако задебљано и дубоко избраздано (и до 12 бразди). У дну је често и јамичаст. Површина му је зрнаста, бијела, код старијих и жута, па шак и риђожута. Жилав, шупаљ, постепено прелази у клобук, не чинећи валекулу.

## Месо
Месо је код крупнијих примјерака и до 2,5 милиметра дебело, воштано, еластично-жилаво, посебно у стручку, старије ломљиво. Укус је угодан (не јести сирово), мирис је непримјетан.

## Микроскопија
Споре су hyaline, с низом спјених капљица понекад попут заставице изван стијенки, издужено елиптичне: (16)-18-24-(27,5)/(9,5)-10,5-14,5 mi. Asci неамилоидни унисеријатни или непријатно бисеријатни 225-310 mi дуги, а 17-24 mi широки. Парафизе гисту септиране, у врху широке 8,5-13 mi.

## Станиште и распрострањеност
Распрострањена је дуж наших кречњачких ријека (Сава, Драва, Дунав и притоке), у пијеску и близу топола најзаступљенији је смрчак; премда на његовим теренима расту и чуњасти и високи смрчак, никад се не јављају у толиким количинама. На једној малој парцели може га бити на стотине, затим километрима да нема ни једног. Најлакше се може наћи на ниским обалама, гдје ријека плави и тиме доноси кречњак.

## Диоба
Период диобе је април - мај.

## Јестивост
Укусна је гљива, али прилично жилава. Препоручљиво је бирати млађе примјерке. Спрма се као и остали смрчци. Прије употребе неопходна је термичка обрада.

## Сличне врсте
Веома тешко га је разликовати од обичног смрчка.

## Могућност замјене
Крути, жућкасти смрчак је могуће замјенити са отровним хрчком (лат. Gyromitra esculenta).

## Галерија
- Morchella esculenta
- Morchella esculenta
- Крути смрачак
- Morchella esculenta
- Morchella esculenta
- Крути смрчак
- Крути смрчак — пресјек